# UCI Europe Tour 2025
De UCI Europe Tour 2025 is de eenentwintigste editie van de UCI Europe Tour, een van de vijf continentale circuits op de wielerkalender 2025 van de UCI.
Er zijn 217 wedstrijden onderdeel van de Europe Tour in 2025. De eerste wedstrijd was de Clàssica Camp de Morvedre op 24 januari en de laatste wedstrijd zal de Chrono des Nations zijn op 19 oktober. De wedstrijden hebben een UCI-wedstrijdcategorie van 1.1, 1.2 (beide eendagskoersen) of 2.1, 2.2 (beide etappewedstrijden).

## Uitslagen

### Januari
| Datum | Wedstrijd                           | Cat. | Winnaar             | Team                   |
| ----- | ----------------------------------- | ---- | ------------------- | ---------------------- |
| 24    | Clàssica Camp de Morvedre (uitslag) | 1.2  | Urko Berrade        | Equipo Kern Pharma     |
| 25    | Grote Prijs Castellón (uitslag)     | 1.1  | António Morgado     | UAE Team Emirates-XRG  |
| 26    | Clàssica Comunitat Valenciana       | 1.1  | Marc Hirschi        | Tudor Pro Cycling Team |
| 29    | Trofeo Calvià                       | 1.1  | Jan Christen        | UAE Team Emirates-XRG  |
| 30    | Trofeo Ses Salines                  | 1.1  | Marijn van den Berg | EF Education-EasyPost  |
| 31    | Trofeo Serra Tramuntana             | 1.1  | Florian Stork       | Tudor Pro Cycling Team |

### Februari
| Datum      | Wedstrijd                    | Cat. | Winnaar                                              | Team                                                 |
| ---------- | ---------------------------- | ---- | ---------------------------------------------------- | ---------------------------------------------------- |
| 1          | Trofeo Andratx-Pollença      | 1.1  | Afgelast na 23 km vanwege gevaarlijke omstandigheden | Afgelast na 23 km vanwege gevaarlijke omstandigheden |
| 1          | Grand Prix Antalya           | 1.2  | Wan Abdul Rahman Hamdan                              | Terengganu Cycling Team                              |
| 2          | GP La Marseillaise (uitslag) | 1.1  | Valentin Ferron                                      | Cofidis                                              |
| 2          | Trofeo Palma                 | 1.1  | Iúri Leitão                                          | Caja Rural-Seguros RGA                               |
| 5-9        | Ster van Bessèges (uitslag)  | 2.1  | Kévin Vauquelin                                      | Arkéa-B&B Hotels                                     |
| 8          | Grand Prix Aspendos          | 1.2  | Gerard Ledesma                                       | VC Fukuoka                                           |
| 14-16      | Ronde van de Provence        | 2.1  | Mads Pedersen                                        | Lidl-Trek                                            |
| 15         | Ronde van Murcia (uitslag)   | 1.1  | Fabio Christen                                       | Q36.5 Pro Cycling Team                               |
| 17         | Clásica Jaén (uitslag)       | 1.1  | Michał Kwiatkowski                                   | INEOS Grenadiers                                     |
| 21         | Classic Var (uitslag)        | 1.1  | Christian Scaroni                                    | XDS Astana Team                                      |
| 22-23      | Ronde van de Alpes-Maritimes | 2.1  | Christian Scaroni                                    | XDS Astana Team                                      |
| 26-2 maart | O Gran Camiño                | 2.1  | Derek Gee                                            | Israel-Premier Tech                                  |

### Maart
| Datum | Wedstrijd                                 | Cat. | Winnaar                | Team                                        |
| ----- | ----------------------------------------- | ---- | ---------------------- | ------------------------------------------- |
| 1-3   | Visit South Aegean Islands                | 2.2  | Alexander Arnt Hansen  | Airtox-Carl Ras                             |
| 4     | Le Samyn (uitslag)                        | 1.1  | Mathieu van der Poel   | Alpecin-Deceuninck                          |
| 5     | Trofej Umag                               | 1.2  | Matthias Schwarzbacher | UAE Team Emirates Gen Z                     |
| 8     | GP Criquielion                            | 1.1  | Matteo Moschetti       | Q36.5 Pro Cycling Team                      |
| 8     | Le Tour des 100 Communes                  | 1.2  | Matthew Brennan        | Team Visma-Lease a Bike Development         |
| 8     | Grote Prijs van Rhodos (uitslag)          | 1.2  | Marcin Budziński       | ATT Investments                             |
| 8     | Ster van Zwolle                           | 1.2  |                        |                                             |
| 9     | Grote Prijs Jean-Pierre Monseré (uitslag) | 1.1  | Alexys Brunel          | Team TotalEnergies                          |
| 9     | Dorpenomloop Rucphen (uitslag)            | 1.2  | Milan De Ceuster       | Lotto Development Team                      |
| 9     | Grote Prijs van Lillers (uitslag)         | 1.2  | Matthew Brennan        | Team Visma-Lease a Bike Development         |
| 9     | Poreč Trophy                              | 1.2  | Matteo Milan           | Lidl-Trek Future Racing                     |
| 13-16 | Istrian Spring Trophy                     | 2.2  | Adrien Boichis         | Red Bull-BORA-hansgrohe Rookies             |
| 13-16 | Ronde van Rhodos                          | 2.2  | Pierre-Henry Basset    | XDS Astana Development Team                 |
| 15-16 | Elfstedenrace                             | 2.1  |                        |                                             |
| 16    | Popolarissima                             | 1.2  | Ivan Smirnov           | XDS Astana Development Team                 |
| 21    | Youngster Coast Challenge (uitslag)       | 1.2U | Sente Sentjens         | Alpecin-Deceuninck Dev.                     |
| 22    | Classic Loire-Atlantique                  | 1.1  |                        |                                             |
| 23    | Cholet Agglo Tour (uitslag)               | 1.1  | Lukáš Kubiš            | Unibet Tietema Rockets                      |
| 23    | Clássica da Arrábida (uitslag)            | 1.2  | Luca Giaimi            | UAE Team Emirates Gen Z                     |
| 23    | GP Slovenian Istria (uitslag)             | 1.2  | Michiel Coppens        | BEAT Cycling Club                           |
| 23    | Grand Prix Apollon Temple                 | 1.2  | Bartosz Rudyk          | Monogo Lubelskie Perła Polski               |
| 23    | Strade Bianche di Romagna                 | 1.2  |                        |                                             |
| 25-29 | Internationale Wielerweek                 | 2.1  | Ben Tulett             | Team Visma I Lease a Bike                   |
| 26-30 | Olympia's Tour                            | 2.2  | Antoine L'Hote         | Decathlon AG2R La Mondiale Development Team |
| 26-30 | Ronde van Alentejo                        | 2.2  | Noah Hobbs             | EF Education-Aevolo                         |
| 27    | GP Brda-Collio (uitslag)                  | 1.2  | Marcin Budziński       | ATT Investments                             |
| 27    | GP Goriška & Vipava Valley                | 1.2  |                        |                                             |
| 30    | G.P. Emilia                               | 1.1  |                        |                                             |
| 30    | La Roue Tourangelle (uitslag)             | 1.1  | Erlend Blikra          | Uno-X Mobility                              |
| 30    | I feel Slovenia VN Adria Mobil (uitslag)  | 1.2  | Žak Eržen              | Bahrain Victorious Development Team         |

### April
| Datum    | Wedstrijd                                  | Cat. | Winnaar             | Team                             |
| -------- | ------------------------------------------ | ---- | ------------------- | -------------------------------- |
| 2        | Parijs-Camembert (uitslag)                 | 1.1  | Lander Loockx       | Unibet Tietema Rockets           |
| 2-6      | Ronde van Griekenland                      | 2.1  | Harold Martín López | XDS Astana Team                  |
| 4        | Route Adélie de Vitré (uitslag)            | 1.1  | Stian Fredheim      | Uno-X Mobility                   |
| 5        | Volta NXT Classic (uitslag)                | 1.1  | Dion Smith          | Intermarché-Wanty                |
| 5        | Boucle de l'Artois (uitslag)               | 1.2  | Lewis Bower         | Équipe continentale Groupama-FDJ |
| 6        | Trofeo Piva (uitslag)                      | 1.2U | Filippo Turconi     | VF Group-Bardiani CSF-Faizanè    |
| 6        | Grand Prix Syedra Ancient City (uitslag)   | 1.2  | Stefan de Bod       | Terengganu Cycling Team          |
| 8-11     | Région Pays de la Loire Tour               | 2.1  | Kévin Vauquelin     | Arkéa-B&B Hotels                 |
| 9-13     | Circuit des Ardennes                       | 2.2  | Brady Gilmore       | Israel Premier Tech Academy      |
| 10-13    | Ronde van Mersin                           | 2.2  | Stefan de Bod       | Terengganu Cycling Team          |
| 13       | Parijs-Roubaix voor beloften (uitslag)     | 1.2U | Albert Philipsen    | Lidl-Trek Future Racing          |
| 13       | Trofeo Città di San Vendemiano (uitslag)   | 1.2U | Marco Schrettl      | Tirol KTM Cycling Team           |
| 13       | Ślężański Mnich (uitslag)                  | 1.2  | Norbert Banaszek    | ATT Investments                  |
| 15-18    | Ronde van de Abruzzen                      | 2.1  | Georg Zimmermann    | Intermarché-Wanty                |
| 16       | Ronde van Limburg (uitslag)                | 1.1  | Milan Fretin        | Cofidis                          |
| 16-20    | Ronde van Loir-et-Cher                     | 2.2  | Niklas Larsen       | BHS-PL Beton Bornholm            |
| 18       | Classic Grand Besançon Doubs (uitslag)     | 1.1  | Guillaume Martin    | Groupama-FDJ                     |
| 19       | Luik-Bastenaken-Luik U23 (uitslag)         | 1.2U | Jarno Widar         | Lotto Development Team           |
| 19       | Ronde van de Jura (uitslag)                | 1.1  | Guillaume Martin    | Groupama-FDJ                     |
| 20       | Ronde van de Doubs (uitslag)               | 1.1  | Mattéo Vercher      | Team TotalEnergies               |
| 21       | Ronde van Belvedere                        | 1.2U | Lorenzo Finn        | Red Bull-BORA-hansgrohe Rookies  |
| 22       | Gran Premio Palio del Recioto              | 1.2U | Lorenzo Nespoli     | MBH Bank Ballan CSB              |
| 23-26    | Belgrado-Banja Luka                        | 2.2  | Dušan Rajović       | Landenteam Servië                |
| 24-27    | Ronde van Asturië                          | 2.1  | Marc Soler          | UAE Team Emirates-XRG            |
| 25       | Gran Premio della Liberazione              | 1.2U | Lorenzo Masciarelli | MBH Bank Ballan CSB              |
| 25-1 mei | Ronde van Bretagne                         | 2.2  | Felix Ørn-Kristoff  | Wanty-Nippo-ReUz                 |
| 27       | Ronde van Biella                           | 1.2  | Kasper Andersen     | Swatt Club                       |
| 27       | Rutland-Melton International Cicle Classic | 1.2  | Ben Granger         | Mg.K Vis Costruzioni e Ambiente  |

### Mei
| Datum     | Wedstrijd                                            | Cat.   | Winnaar                | Team                                        |
| --------- | ---------------------------------------------------- | ------ | ---------------------- | ------------------------------------------- |
| 1         | Eschborn-Frankfurt voor beloften (uitslag)           | 1.2U   | Conrad Haugsted        | Team ColoQuick                              |
| 1         | GP Vorarlberg (uitslag)                              | 1.2    | Jaka Marolt            | Factor Racing                               |
| 1         | Omloop van het Waasland (uitslag)                    | 1.2    | Jensen Plowright       | Alpecin-Deceuninck Development Team         |
| 3         | Ardense Pijl (uitslag)                               | 1.2    | Jarno Widar            | Lotto Development Team                      |
| 3         | GP Herning                                           | 1.2    | Stian Rosenlund        | Airtox-Carl Ras                             |
| 3         | Ronde van Overijssel                                 | 1.2    |                        |                                             |
| 4         | Famenne Ardenne Classic (uitslag)                    | 1.1    | Max Kanter             | XDS Astana Team                             |
| 4         | Fyen Rundt                                           | 1.2    | Daniel Stampe          | BHS-PL Beton Bornholm                       |
| 8         | Boucles de l'Aulne (uitslag)                         | 1.1    | Lewis Askey            | Groupama-FDJ                                |
| 9         | Ronde van de Finistère (uitslag)                     | 1.1    | Aubin Sparfel          | Decathlon AG2R La Mondiale Team             |
| 10        | Silesian Classic                                     | 1.2    | Marcin Budziński       | ATT Investments                             |
| 10        | Sundvolden GP                                        | 1.2    | Andreas Leknessund     | Uno-X Mobility                              |
| 11        | Gent-Wevelgem/Kattekoers-Ieper (uitslag)             | 1.2U   | Alessandro Borgo       | Bahrain Victorious Development Team         |
| 11        | Gran Premio Industrie del Marmo                      | 1.2U   | Ilja Savekin           | PC Paix Ebre                                |
| 11        | Beskid Classic                                       | 1.2    |                        |                                             |
| 11        | Radsportfest Märwil                                  | 1.2    | Stefan Bissegger       | Zwitserland                                 |
| 11        | Ringerike GP                                         | 1.2    | Sakarias Koller Løland | Uno-X Mobility                              |
| 13-16     | Ronde van Sakarya                                    | 2.2    |                        |                                             |
| 14-17     | Orlen Nations Grand Prix                             | 2.Ncup | Marco Schrettl         | Tirol KTM Cycling Team                      |
| 17        | Giro Himledalen                                      | 1.2    | Mads Andersen          | Airtox-Carl Ras                             |
| 18        | Ronde van Keulen (uitslag)                           | 1.1    | Matthew Brennan        | Team Visma-Lease a Bike Development         |
| 18        | Circuito del Porto-Trofeo Arvedi                     | 1.2    | Žak Eržen              | Bahrain Victorious Development Team         |
| 18        | Omloop der Kempen (uitslag)                          | 1.2    | Arne Santy             | Tarteletto-Isorex                           |
| 21-25     | Ronde van de Isard                                   | 2.2U   | Jarno Widar            | Lotto Development Team                      |
| 23-25     | Ronde van Cova da Beira                              | 2.1    | Alexis Guérin          | Anicolor/Tien 21                            |
| 24        | Due Giorni Marchigiana-G.P. Santa Rita               | 1.2U   | Francesco Parravano    | Mg.K Vis Costruzioni e Ambiente             |
| 25        | Due Giorni Marchigiana-Trofeo Città di Castelfidardo | 1.2U   | Tommaso Dati           | Biesse-Carrera-Premac                       |
| 26        | Mercan'Tour Classic Alpes-Maritimes (uitslag)        | 1.1    | Cristián Rodríguez     | Arkéa-B&B Hotels                            |
| 26-30     | Ronde van Albanië                                    | 2.2    | Tom Jonkmans           | Wielerploeg Groot Amsterdam                 |
| 28-1 juni | Alpes Isère Tour                                     | 2.2    | Aubin Sparfel          | Decathlon AG2R La Mondiale Development Team |
| 28-1 juni | Flèche du Sud                                        | 2.2    | Martijn Rasenberg      | Parkhotel Valkenburg                        |
| 29        | Circuit de Wallonie                                  | 1.1    |                        |                                             |
| 29-31     | Ronde van Estland                                    | 2.1    | Marcus Sander Hansen   | BHS-PL Beton Bornholm                       |
| 29-1 juni | Vredeskoers-GP Jeseniky U23                          | 2.Ncup | Pau Martí              | Israel Premier Tech Academy                 |
| 29-1 juni | Ronde van Opper-Oostenrijk                           | 2.2    | Edgar Cadena           | Petrolike                                   |
| 31        | Marcel Kint Classic                                  | 1.1    |                        |                                             |

### Juni
| Datum | Wedstrijd                           | Cat. | Winnaar            | Team                                |
| ----- | ----------------------------------- | ---- | ------------------ | ----------------------------------- |
| 1     | Coppa della Pace                    | 1.2U | Diego Bracalente   | MBH Bank Ballan CSB                 |
| 1     | Klaipėda Grand Prix                 | 1.2  |                    |                                     |
| 2     | Trofeo Alcide De Gasperi            | 1.2  | Kyrylo Tsarenko    | Team Solution Tech-Vini Fantini     |
| 4-8   | Ronde van Litouwen                  | 2.2  | Martin Laas        | Quick Pro Team                      |
| 5-8   | Ronde de l'Oise                     | 2.2  |                    |                                     |
| 5-8   | Ronde van Małopolska                | 2.2  | Alexander Konysjev | Team Vorarlberg                     |
| 7     | Heistse Pijl                        | 1.1  | Paul Magnier       | Soudal-Quick Step                   |
| 9     | Antwerp Port Epic                   | 1.1  | Timo Kielich       | Alpecin-Deceuninck                  |
| 9     | Parijs-Troyes                       | 1.2  | Juan David Sierra  | Tudor Pro Cycling Team U23          |
| 11-15 | ZLM Tour                            | 2.1  |                    |                                     |
| 13    | GP Gippingen (uitslag)              | 1.1  | Neilson Powless    | EF Education-EasyPost               |
| 15-22 | Giro d'Italia Next Gen              | 2.2U | Jakob Omrzel       | Bahrain Victorious Development Team |
| 15    | Elfstedenronde                      | 1.1  | Paul Magnier       | Soudal-Quick Step                   |
| 18-21 | Route d'Occitanie                   | 2.1  | Nicolas Prodhomme  | Decathlon AG2R La Mondiale Team     |
| 22    | Andorra MoraBanc Clàssica (uitslag) | 1.1  | Mattias Skjelmose  | Lidl-Trek                           |
| 24    | Ronde van de Apennijnen (uitslag)   | 1.1  | Diego Ulissi       | XDS Astana Team                     |

### Juli
| Datum         | Wedstrijd                                               | Cat. | Winnaar             | Team                                |
| ------------- | ------------------------------------------------------- | ---- | ------------------- | ----------------------------------- |
| 1             | Trofeo Città di Brescia                                 | 1.2  | Giovanni Bortoluzzi | General Store-Essegibi-F.Lli Curia  |
| 2-5           | Koers van de Olympische Solidariteit                    | 2.2  | Marceli Bogusławski | ATT Investments                     |
| 3-6           | Ronde van Sibiu                                         | 2.1  | Matthew Riccitello  | Israel-Premier Tech                 |
| 5             | Grand Prix Kahramanmaraş                                | 1.2  | Nikiforos Arvanitou | Griekenland                         |
| 6             | BW Classic                                              | 1.2  |                     |                                     |
| 6             | Giro del Medio Brenta                                   | 1.2  | Filippo Turconi     | VF Group-Bardiani CSF-Faizanè       |
| 6             | Grand Prix Edebiyat Yolu                                | 1.2  | Nikiforos Arvanitou | Griekenland                         |
| 6             | Grand Prix International de la ville de Nogent-sur-Oise | 1.2  |                     |                                     |
| 6             | Midden-Brabant Poort Omloop (uitslag)                   | 1.2  | Timo de Jong        | VolkerWessels Cycling Team          |
| 9-13          | Ronde van Oostenrijk                                    | 2.1  | Isaac del Toro      | UAE Team Emirates-XRG               |
| 10-13         | Trofeo Joaquim Agostinho                                | 2.2  | Alexis Guérin       | Anicolor / Tien 21                  |
| 12            | Visegrad 4 Bicycle Race: GP Kerekparverseny             | 1.2  | Dario Igor Belletta | Solme-Olmo                          |
| 13            | Visegrad 4 Bicycle Race: GP Slovakia                    | 1.2  | Cesare Chesini      | MBH Bank Ballan CSB                 |
| 16-20         | Ronde van het Aostadal                                  | 2.2U | Jarno Widar         | Lotto Development Team              |
| 19            | Visegrad 4 Bicycle Race: GP Czech Republic              | 1.2  |                     |                                     |
| 20            | Visegrad 4 Bicycle Race: GP Poland                      | 1.2  | Norbert Banaszek    | ATT Investments                     |
| 21            | Clásica Terres de l'Ebre                                | 1.1  | Isaac del Toro      | UAE Team Emirates-XRG               |
| 22            | Memoriał Andrzeja Trochanowskiego                       | 1.2  | Marceli Bogusławski | ATT Investments                     |
| 23-26         | Ronde van Mazovië                                       | 2.2  | Šimon Vaníček       | ATT Investments                     |
| 25            | Prueba Villafranca de Ordizia (uitslag)                 | 1.1  | Igor Arrieta        | UAE Team Emirates-XRG               |
| 27            | Ronde van Castilië en León                              | 1.1  | Haimar Etxeberria   | Equipo Kern Pharma                  |
| 27            | Grand Prix de la ville de Pérenchies                    | 1.2  | Toon Vandenbosch    | Alpecin-Deceuninck Development Team |
| 27            | Puchar Ministra Obrony Narodowej                        | 1.2  | Bartłomiej Proć     | Run&Race-Wibatech                   |
| 30-3 augustus | Ronde van de Elzas                                      | 2.2  | Markel Beloki       | EF Education-Aevolo                 |

### Augustus
| Datum          | Wedstrijd                                        | Cat. | Winnaar           | Team                          |
| -------------- | ------------------------------------------------ | ---- | ----------------- | ----------------------------- |
| 1-10           | Ronde van Guadeloupe                             | 2.2  | Andrés Ardila     | Nu Colombia                   |
| 2-4            | Kreiz Breizh Elites                              | 2.2  | Finn Crockett     | VolkerWessels Cycling Team    |
| 3              | Circuito de Getxo (uitslag)                      | 1.1  | Isaac del Toro    | UAE Team Emirates-XRG         |
| 6-8            | Ronde van de Ain                                 | 2.1  | Cian Uijtdebroeks | Team Visma-Lease a Bike       |
| 6-9            | Ronde van Szeklerland                            | 2.2  | Dominik Neuman    | ATT Investments               |
| 10             | Grote Prijs van Poggiana                         | 1.2U | Matteo Scalco     | VF Group-Bardiani CSF-Faizanè |
| 10             | Cupa Max Ausnit                                  | 1.2  |                   |                               |
| 14-17          | Ronde van Tsjechië                               | 2.1  |                   |                               |
| 16             | GP Capodarco                                     | 1.2U |                   |                               |
| 16             | Memoriał Henryka Łasaka                          | 1.2  |                   |                               |
| 17             | Polynormande                                     | 1.1  |                   |                               |
| 17             | Memorial Jana Magiery                            | 1.2  |                   |                               |
| 19-22          | Ronde van de Limousin-Nouvelle-Aquitaine         | 2.1  |                   |                               |
| 20-24          | Ronde van de Slag om Warschau                    | 2.2  |                   |                               |
| 21-24          | Ronde van West-Bohemen                           | 2.2U |                   |                               |
| 21-24          | Baltic Chain Tour                                | 2.2  |                   |                               |
| 24             | Grand Prix Çankiri                               | 1.2  |                   |                               |
| 26-29          | Ronde van Poitou-Charentes in Nouvelle-Aquitaine | 2.1  |                   |                               |
| 27             | Druivenkoers Overijse                            | 1.1  |                   |                               |
| 27             | Muur Classic Geraardsbergen                      | 1.1  |                   |                               |
| 27-30          | Tour of Route Salvation                          | 2.2  |                   |                               |
| 29             | GP Gorenjska                                     | 1.2  |                   |                               |
| 30             | Slag om Norg                                     | 1.2  |                   |                               |
| 30-4 september | Ronde van Bulgarije                              | 2.2  |                   |                               |
| 31             | Grote Prijs van Kranj                            | 1.2  |                   |                               |
| 31             | Grote Prijs van de Somme                         | 1.2  |                   |                               |
| 31             | GP de Plouay                                     | 1.2  |                   |                               |
| 31             | Grote Prijs Stad Halle                           | 1.2  |                   |                               |
| 31             | Ronde van de Achterhoek                          | 1.2  |                   |                               |

### September
| Datum        | Wedstrijd                                | Cat. | Winnaar | Team |
| ------------ | ---------------------------------------- | ---- | ------- | ---- |
| 4-6          | Flanders Tomorrow Tour                   | 2.2U |         |      |
| 4-7          | Ronde van Istanbul                       | 2.1  |         |      |
| 4-7          | Giro della Regione Friuli Venezia Giulia | 2.2  |         |      |
| 4-7          | Ronde van Zuid-Bohemen                   | 2.2  |         |      |
| 4-6          | Ronde van Kosovo                         | 2.2  |         |      |
| 10           | Ronde van Toscane                        | 1.1  |         |      |
| 10-14        | Turul Romaniei                           | 2.2  |         |      |
| 13           | Memorial Marco Pantani                   | 1.1  |         |      |
| 14           | Trofeo Matteotti                         | 1.1  |         |      |
| 14           | Grote Prijs Rik Van Looy                 | 1.2  |         |      |
| 17-21        | Ronde van Slowakije                      | 2.1  |         |      |
| 18-21        | Ronde van Servië                         | 2.2  |         |      |
| 19           | Kampioenschap van Vlaanderen             | 1.1  |         |      |
| 21           | Ronde van Romagna                        | 1.1  |         |      |
| 21           | Gooikse Pijl                             | 1.1  |         |      |
| 21           | GP van Isbergues                         | 1.1  |         |      |
| 24           | Omloop van het Houtland                  | 1.1  |         |      |
| 26           | Ronde van de Mirabelle                   | 1.2  |         |      |
| 27           | Arno Wallaard Memorial                   | 1.2  |         |      |
| 27           | Grand Prix Pino Cerami                   | 1.2  |         |      |
| 27           | Mirabelle Classic                        | 1.2  |         |      |
| 28           | Parijs-Chauny                            | 1.1  |         |      |
| 30           | Ruota d'Oro                              | 1.2U |         |      |
| 30-5 oktober | CRO Race                                 | 2.1  |         |      |

### Oktober
| Datum | Wedstrijd                          | Cat. | Winnaar | Team |
| ----- | ---------------------------------- | ---- | ------- | ---- |
| 4     | Ronde van Lombardije voor beloften | 1.2U |         |      |
| 5     | Coppa Agostoni                     | 1.1  |         |      |
| 7     | Binche-Chimay-Binche               | 1.1  |         |      |
| 7     | Coppa Citta' Di San Daniele        | 1.2  |         |      |
| 9     | Parijs-Bourges                     | 1.1  |         |      |
| 9-12  | Ronde van Ankara                   | 2.2  |         |      |
| 11    | Ronde van de Vendée                | 1.1  |         |      |
| 12    | Trofeo Baracchi                    | 1.1  |         |      |
| 12    | Parijs-Tours voor beloften         | 1.2U |         |      |
| 14-19 | Ronde van Nederland                | 2.1  |         |      |
| 19    | Chrono des Nations                 | 1.2U |         |      |
| 19    | Chrono des Nations                 | 1.1  |         |      |

## Klassement
| Rang | Renner               | Punten  |
| ---- | -------------------- | ------- |
| 1.   | Tadej Pogačar        | 13650   |
| 2.   | Remco Evenepoel      | 5972    |
| 3.   | Primož Roglič        | 3855    |
| 4.   | Wout van Aert        | 3773    |
| 5.   | Mathieu van der Poel | 3703    |
| 6.   | João Almeida         | 3651,57 |
| 7.   | Mads Pedersen        | 3365,57 |
| 8.   | Enric Mas            | 3095    |
| 9.   | Jasper Philipsen     | 3090    |
| 10.  | Marc Hirschi         | 3072    |

| Rang | Ploegen                | Punten |
| ---- | ---------------------- | ------ |
| 1.   | Uno-X Mobility         | 4543   |
| 2.   | Israel-Premier Tech    | 3374   |
| 3.   | Tudor Pro Cycling Team | 3336   |
| 4.   | Q36.5 Pro Cycling Team | 3225   |
| 5.   | TotalEnergies          | 2825   |
| 6.   | Lotto                  | 2104   |
| 7.   | Caja Rural-Seguros RGA | 2054   |
| 8.   | Unibet Tietema Rockets | 1820   |
| 9.   | Equipo Kern Pharma     | 1500   |
| 10.  | Burgos-BH              | 1472   |

| Rang | Land                | Punten   |
| ---- | ------------------- | -------- |
| 1.   | België              | 21004,72 |
| 2.   | Slovenië            | 19217,14 |
| 3.   | Italië              | 14427,53 |
| 4.   | Spanje              | 14053,43 |
| 5.   | Denemarken          | 11928,66 |
| 6.   | Nederland           | 10838,29 |
| 7.   | Verenigd Koninkrijk | 10641,86 |
| 8.   | Frankrijk           | 10630,71 |
| 9.   | Zwitserland         | 8999,6   |
| 10.  | Duitsland           | 7251,45  |